# Apontamentos para a Civilização dos Índios Bravos do Império do Brasil
Apontamentos para a Civilização dos Índios Bravos do Império do Brasil é um texto publicado por José Bonifácio de Andrada e Silva em 1823. Escrito originalmente em 1821 para a Corte de Lisboa, a obra foi, após a Independência do Brasil, reapresentada com algumas modificações à Assembleia Constituinte de 1823, recebendo parecer favorável e sendo aprovada no dia 18 de junho daquele mesmo ano. No documento, José Bonifácio expõe um projeto nacional para a população indígena do país, trazendo ideias, iniciativas e projetos para a integração dos povos nativos ao então recém formado Império do Brasil. É considerado o primeiro grande estudo brasileiro a apresentar uma agenda política para a questão indígena  com o propósito explícito de construir uma sociedade racial e juridicamente homogênea, de modo a catequizar e aldear os índios do Brasil .
Dividida em duas partes, os Apontamentos iniciam com uma discussão de José Bonifácio sobre a legislação colonial relativa aos indígenas. Na busca por se situar na discussão indigenista, Bonifácio demonstra se inspirar nas teses dos iluministas europeus ao argumentar que os índios seriam uma espécie de tábula rasa, que poderiam ser “civilizados”, desde que fossem educados e fornecidos os meios. Ele defendia que a suposta “indolência” adviria dos trópicos, sem que houvesse um elemento ligado à natureza dos povos da região necessariamente.
Nessa parte inicial, o projeto civilizacional de José Bonifácio pauta-se pela ideia de que os índios brasileiros estavam em um estágio primitivo, mas que seriam detentores do "lume da razão" e, por isso, poderiam ser "civilizados". Assim, ele propõe que o clima dos trópicos - ameno e agradável, em suas palavras - é o responsável por transformar os indígenas em indolentes, já que a caça e a pesca abundantes não incentivaram, na opinião de Bonifácio, a importância do trabalho. Bonifácio, portanto, acreditava que a melhor maneira de civilizar os indígenas era por meio de métodos "brandos", incluindo a reativação dos aldeamentos e formas controladas de civilização.
Nos Apontamentos, José Bonifácio reforça que a presença dos brancos nos meios indígenas é fundamental para romper com o isolamento das aldeias. Os brancos seriam os responsáveis por incentivar a prática do trabalho entre os índios, com o intuito de construir uma Nação coesa, capaz de garantir a defesa da soberania e ordem interna.
Na segunda parte, por meio de 44 itens, José Bonifácio estabelece uma série de estratégias para levar a dita civilização aos indígenas, propondo sugestões que abrangem noções de assimilação, como o incentivo ao matrimônio entre brancos e índios, o impulso ao comércio, além de estratégias para a administração, educação e formação das aldeias, dentre outros pontos similares.